# Février 1985

## Événements
- 1er février : Ari Vatanen impose sa 205 Turbo 16 au rallye Monte-Carlo.

- 4 février[1] : la Nouvelle-Zélande quitte l'ANZUS.
  - Le gouvernement néo-zélandais interdit l’entrée de ses ports aux navires à propulsion nucléaire ou dotés d’armes atomiques, ce que le Pentagone refuse de confirmer ou de démentir.

- 10 février : Nelson Mandela rejette l'offre de libération de Pieter Willem Botha.

- 11 février : accord jordano-palestinien. L’OLP reconnaît toutes les résolutions de l’ONU et propose la « terre contre la paix ». L’accord appelle à une conférence internationale composée des cinq membres du Conseil de sécurité et de toutes les parties prenantes au conflit, y compris l’OLP. La mise en place d’un gouvernement d’union nationale (Likoud et gauche) paralyse la réaction d’Israël (septembre). Shimon Peres envisage favorablement l’action jordanienne et propose un règlement par étape, avec une période intermédiaire où la Jordanie et Israël géreront les affaires palestiniennes en liaison avec une assemblée élue. Une série d’attentats palestiniens (comme l’affaire Achille Lauro) et de représailles israéliennes met fin au processus.

## Naissances
- 1er février : Mounir Hamoud, footballeur marocain († 12 février 2024).
- 3 février : Justin Doellman, basketteur américain.
- 5 février : 
  - Cristiano Ronaldo, joueur de football international jouant avec le Riyad Al-Nassr et le Portugal.
  - Tatiana Silva, présentatrice belge.
- 6 février : 
  - Crystal Reed, actrice et mannequin américaine.
  - Andrés Arauz, économiste et homme politique équatorien.
- 8 février : Pepijn Schoneveld, acteur et artiste de cabaret néerlandais.
- 13 février : Samantha Sin, actrice de films pornographiques américaine.
- 14 février : Philippe Senderos, joueur de football international jouant avec Arsenal et la Suisse.
- 16 février : Amos Cincir, journaliste haïtien.
- 18 février : Song Jae-rim, acteur et mannequin sud-coréen († 12 novembre 2024).
- 21 février : Dada Masilo, danseuse et chorégraphe sud-africaine. († 29 décembre 2024)
- 22 février : 
  - Zach Roerig, acteur américain.
  - Léa Vicens, rejoneadora française.
- 26 février : Fernando Llorente, footballeur espagnol.
- 27 février
- 28 février : Jelena Janković, joueuse de tennis serbe.

## Décès
- 11 février : Henry Hathaway, cinéaste américain.
- 26 février : Léonard David, skieur alpin valdôtain.
- 27 février : Michel Bommelaer, résistant et médecin français